# Unione Ticinese Operai Escursionisti
Die Unione Ticinese Operai Escursionisti (UTOE) war der Dachverband der Tessiner Arbeiteralpinvereine mit Sitz in Bellinzona. Die UTOE-Sektionen bestehen unter dem Tessiner Dachverband Federazione Alpinistica Ticinese (FAT) weiter.

## Geschichte
Eine Gruppe befreundeter Arbeiter der Gotthardbahn, vorwiegend Deutschschweizer, gründete 1919 nach dem Vorbild des italienischen «Arbeiteralpinismus» im Volkshaus («Casa del Popolo») in Bellinzona die Unione Operai Escursionisti Ticinesi (UOET), die später in Unione Ticinese Operai Escursionisti (UTOE) umbenannt wurde. Der UTOE sollte den Arbeitern die Schönheit der Alpen näher bringen sowie sie damit vom Alkohol fernhalten und ihre Familien so vor Gewalt bewahren. Ab 1936 wurde die offizielle Zeitschrift «Stella Alpina» herausgegeben. Zu dieser Zeit zählte die UTOE über 2000 Mitglieder.
1938 trennten sich die Sektionen Lugano (1927 gegründet), Ritom (Ambrì, 1924) und Lucomagno (Olivone, 1931) vom UTOE und gründeten die Società Alpinistica Ticinese (SAT). Die SAT wollte aufgrund der Kriegsgefahr die körperliche Ertüchtigung für die Vereinsarbeit mehr gewichten. Die Schweizer Milizarmee war darauf angewiesen, dass die Gebirgssoldaten auch in ihrer Freizeit alpinistische Erfahrungen sammelten. Nach dem Zweiten Weltkrieg kamen sich SAT und UTOE wieder näher und vereinigten sich 1965 unter dem Dachverband Federazione Alpinistica Ticinese (FAT).
UTOE-Sektionen gibt es in Locarno (1934 gegründet), Biasca (1933), Bellinzona (1919) und Faido (1931). Sie betreiben zahlreiche Berghütten in den Tessiner Alpen. Die erste Hütte, die 1940 gebaute Capanna Gesero, wurde nach ihrer Verlegung im November 1946 eingeweiht.

## UTOE-Hüttenliste
Verzweigt auf die GeoHack-Seite. Anhand der hinterlegten Koordinaten können diverse externe Kartendienste aufgerufen werden.

   Externer Link auf die Seite der Hütte beim SAC.

   Externer Link auf die Seite der Hütte beim FAT.
| Bild                      | Lage Hüttenlinks | Name                      | Eigentümer                 | Höhe m ü. M. |
| ------------------------- | ---------------- | ------------------------- | -------------------------- | ------------ |
| Adulahütte UTOE           | \|               | Adulahütte UTOE           | UTOE – Bellinzona          | 2394         |
| Capanna Albagno           | \|               | Capanna Albagno           | UTOE – Bellinzona          | 1870         |
| Capanna Bovarina          | \|               | Capanna Bovarina          | UTOE – Bellinzona          | 1870         |
| Capanna Cava              | \|               | Capanna Cava              | UTOE – Biasca              | 2066         |
| Rifugio Gana Rossa        | \|               | Rifugio Gana Rossa        | UTOE – Pizzo Molare, Faido | 2270         |
| Capanna Gesero            | \|               | Capanna Gesero            | UTOE – Bellinzona          | 1774         |
| Capanna Grossalp          | \|               | Capanna Grossalp          | UTOE – Locarno             | 1907         |
| Capanna Pian d’Alpe       | \|               | Capanna Pian d’Alpe       | UTOE – Biasca              | 1764         |
| Capanna Poncione di Braga | \|               | Capanna Poncione di Braga | UTOE – Locarno             | 2000         |
| Capanna Prodör            | \|               | Capanna Prodör            | UTOE – Pizzo Molare, Faido | 1740         |
| Capanna Tamaro            | \|               | Capanna Tamaro            | UTOE – Bellinzona          | 1867         |

### UTOE-Hüttenkarte
| Adulahütte UTOE |

| Capanna Albagno |

| Capanna Bovarina |

| Capanna Cava |

| Rifugio Gana Rossa |

| Capanna Gesero |

| Capanna Grossalp |

| Capanna Pian d’Alpe |

| Capanna Poncione di Braga |

| Capanna Prodör |

| Capanna Tamaro |

- Karte mit allen Koordinaten:
- OSM |
- WikiMap